# República de Pskov

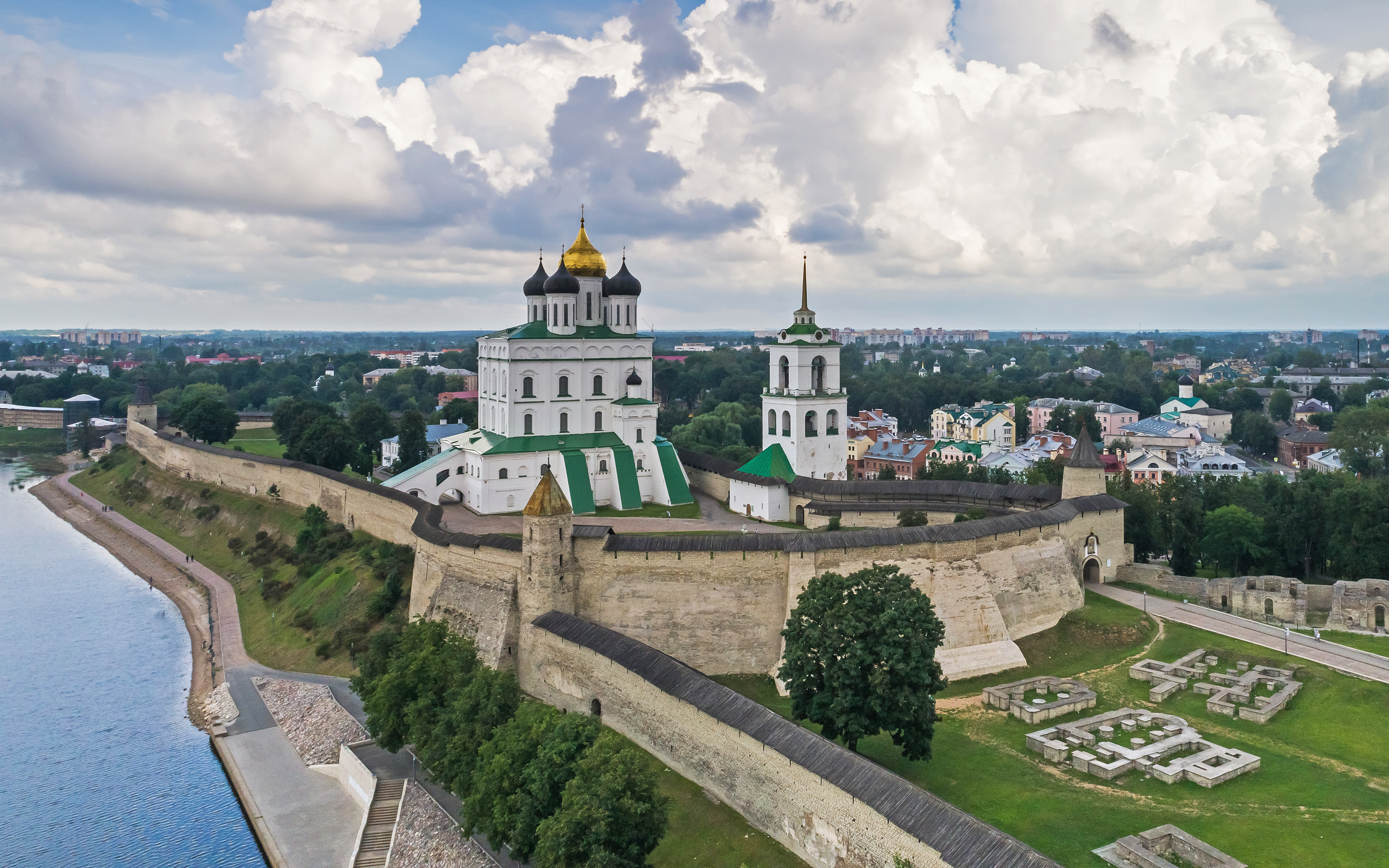
Kremlin medieval de Pskov.

La república de Pskov (en ruso: Псковская Республика, tr.: Pskóvskaya Respúblika) fue un estado medieval ruso existente entre la segunda mitad del siglo XIII y 1510.

## Origen
Tras la desintegración del Rus de Kiev en el siglo XIII, la ciudad de Pskov y sus territorios colindantes a lo largo del río Velíkaya, el lago Peipus y el río Narva se convirtió en parte de la República de Nóvgorod. Conservó sus derechos autónomos, incluyendo el derecho a construir sus suburbios independientes (el más antiguo de ellos es Izborsk). Debido al papel de liderazgo de Pskov en la lucha contra la Orden Livona, su influencia se expandió significativamente. El largo reinado de Daumantas de Pskov (1266-99) y especialmente su victoria en la batalla de Rakvere (1268) propició la independencia real de Pskov. Los boyardos de Nóvgorod formalmente reconocieron la independencia en el Tratado de Bólotovo (1348), renunciando a su derecho a nombrar los posádnik de Pskov. La ciudad se mantuvo dependiente de Nóvgorod únicamente en lo que asuntos eclesiásticos se refiere, hasta 1589, al crearse un obispado diferenciado en Pskov, dejando de usar el título de obispo de Pskov los arzobispos de Nóvgorod, nombrándose "Arzobispos de Nóvgorod y Velíkiye Luki".

## Organización interna

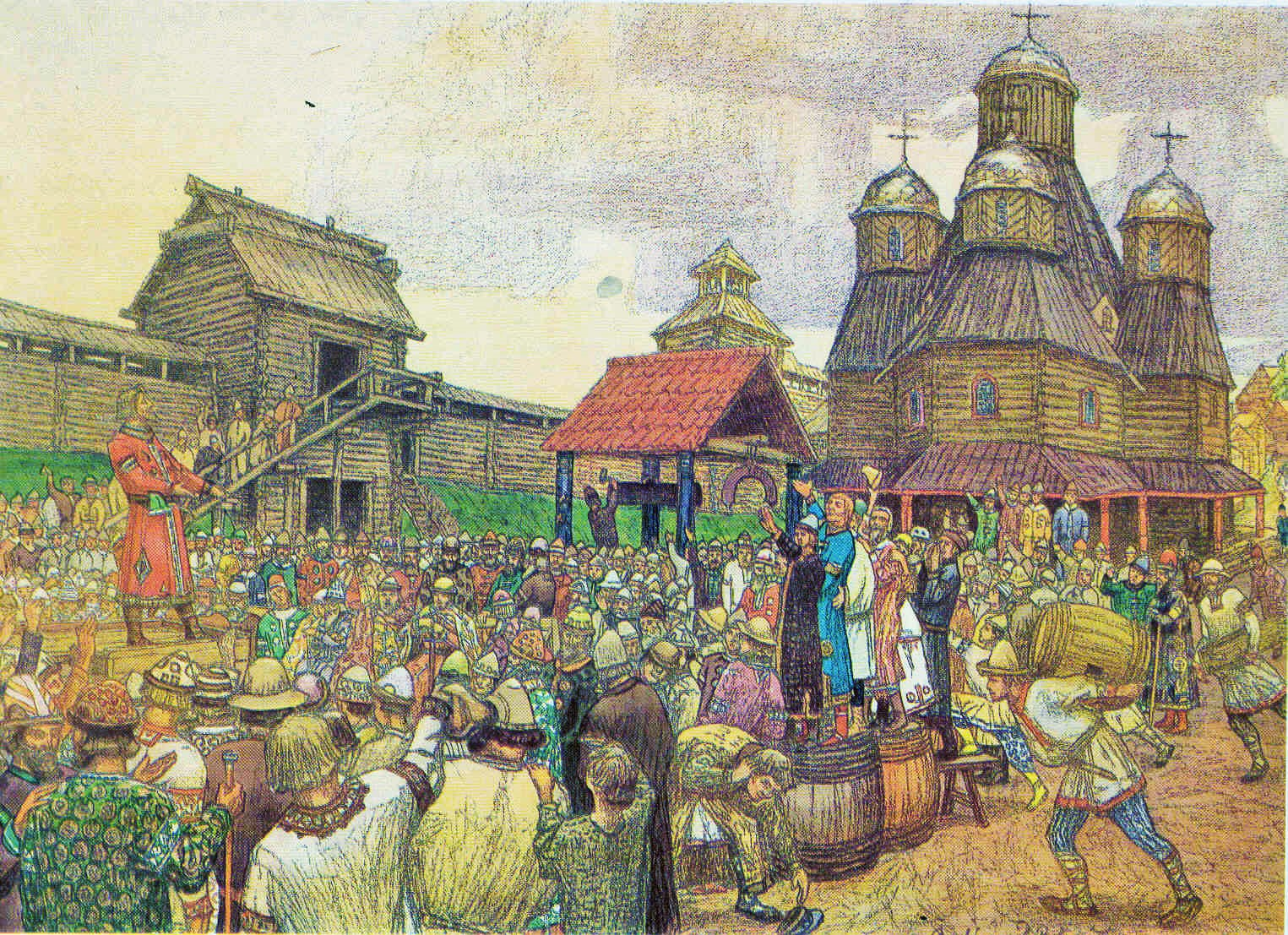
Veche de Pskov, obra de Víktor Vasnetsov.

La república de Pskov estaba bien desarrollada en lo relativo a la agricultura, la pesca, la herrería, joyería y la construcción. El comercio de bienes interno y su comercio con Nóvgorod y otras ciudades rusas, la región báltica, y las ciudades de Europa occidental hicieron uno de los mayores centros de artesanía y comercio de la Rus de Kiev. Al contrario que Nóvgorod, Pskov nunca tuvo grandes terratenientes feudales, de modo que las fincas eran mucho más pequeñas y dispersas que las de Nóvgorod. Los terrenos de los monasterios e iglesias de Pskov eran del mismo modo más pequeños. Las relaciones sociales que se daban en la república de Pskov se vieron reflejadas en los Estatutos judiciales de Pskov. Las peculiaridades de la economía, sus lazos centenarios con Nóvgorod, su estatus fronterizo, y las amenazas militares condujeron al desarrollo del sistema de veche de la república.
Los knyaz (príncipes) tenían un rol subordinado. El veche elegía a los posádnik y a los sotski (сотский - inicialmente, un funcionario que representaba a cien hogares), y regulaba las relaciones entre los feudos, los pobladores de los posad, los izbórnik (изборник - funcionarios electos), y smerd (смерд - campesinos). El consejo de boyardos tenía una influencia especial en las decisiones del veche, que se reunía junto a la Catedral de la Trinidad, donde también se guardaba el archivo del veche e importantes papeles privados y documentos de estado. Los cargos electos se convirtieron en privilegio de varias familias nobles. Durante los momentos más dramáticos de la historia de Pskov, sin embargo, la gente llamada molódshiye posádskie lyudi (молодшие посадские люди, o funcionarios del posad de rango menor), jugó un papel importante, y en ocasiones, decisivo en el veche. la lucha entre los boyardos y los smerd, molódshiye y bolshíye (funcionarios de rango alto) del posad se vio reflejada en la herejía de los Strigólniki en el siglo XIV y en los debates en el veche de las décadas entre 1470 y 1490, que a menudo terminaron en conflictos sangrientos.

## Comercio y Economía
Pskov, así como Novgorod, fue un importante centro de comercio entre Rusia y Europa Occidental, ya para el siglo XIII mercaderes alemanes se encontraban presentes en el área de Zapskovye en Pskov y la liga Hanseática también tuvo un puesto comercial en la misma zona durante la primera mitad del siglo XVI el cual se trasladó a Zavelichye en el 1562 debido a un incendio. Los principales socios cimerciales de Pskov eran Riga, Reval y Dorpat. Las guerras con la Orden Livona, Polonia-Lituania y Suecia interrumpían el comercio pero aun así se mantuvo hasta el siglo XVII, cuando los mercaderes Suecos obtuvieron una posición dominante.

## Cultura

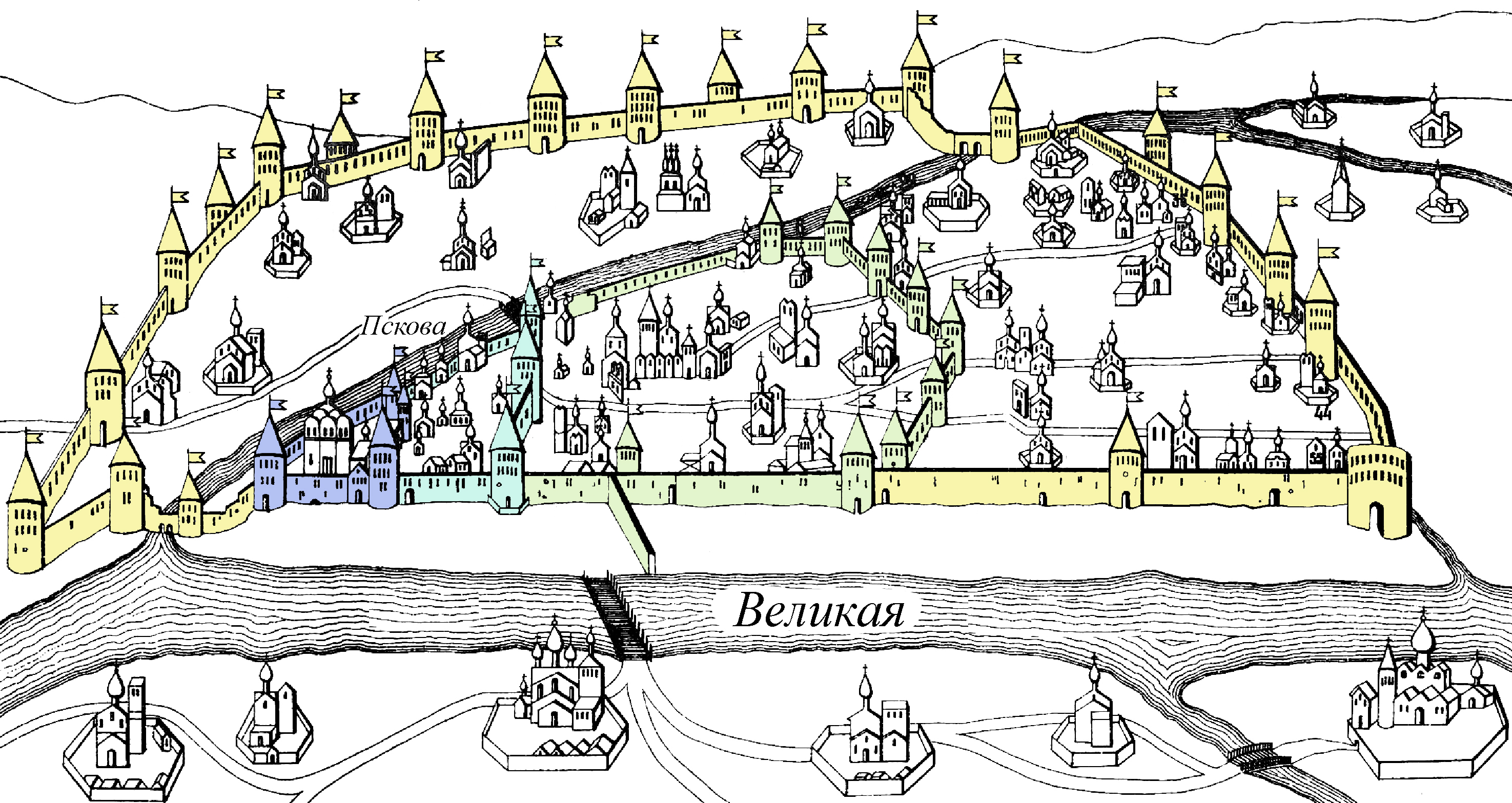
Crecimiento de Pskov: azul – la ciudadela (Krom), azul claro – la muralla de la ciudad de Dovmont, verde – las murallas de 1375, amarillo – las murallas de 1465

Las iglesias de Pskov presentaban varios elementos distintivos: arcos en ménsula, pórticos de iglesias, galerías exteriores y campanarios de zvonnitsa. Estos elementos fueron introducidos Moscovia por albañiles de Pskov, donde construyeron numerosos edificios durante los siglos XV y XVI. De todas las construcciones no religiosas, las únicas que han sobrevivido son las fortalezas de Pskov, Izborsk y Gdov.
La literatura del territorio de Pskov fue parte integral de la literatura Rusa medieval. La escritura de crónicas durante el siglo XIII, al principio cubría mayormente de temas de interés local. Ya para el siglo XV, las crónicas se volvieron más detallistas y comenzaron a describir eventos en Moscovia, Novgorod, Lituania y La Horda Dorada. Las obras más importantes escritas en Pskov son La Historia de Daumantas que describe la llegada del mismo a la ciudad, su bautismo y posteriores victorias, La Vida del Santo Euphrosynus y El Discurso del Higumenos Pamfil que contiene una de las primeras descripciones de los rituales de Ivan Kupala.

## Años finales

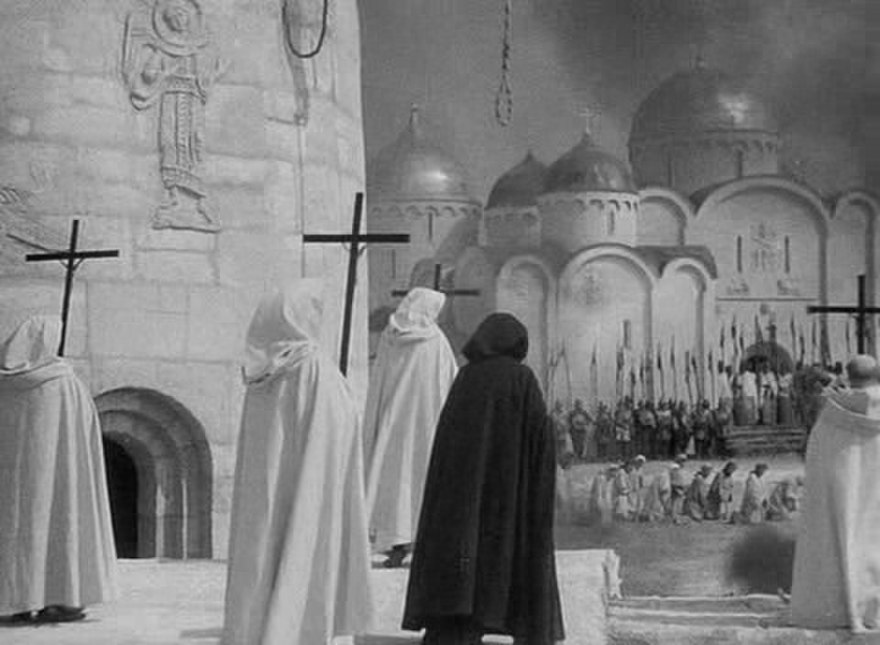
Caballeros Teutónicos en Pskov, fotograma de Aleksandr Nevski de Serguéi Eisenstein.

El fortalecimiento de los lazos con Moscú, causado por el desarrollo económico y objetivos de política exterior, la participación de Pskov en la batalla de Kulikovo en 1380 y la lucha exitosa conjunta contra la Orden teutónica y la Orden Livona (especialmente en la Batalla del Neva y la Batalla del Lago Peipus) abrieron un marco en el que era posible la supresión de la independencia de Pskov. Desde 1399 Pskov y sus territorios adyacentes se convirtió en un virreinato del Gran Ducado de Moscú con su propio knyaz naméstnik (virrey) nombrado por Moscú.
En 1510, el gran príncipe Basilio III de Moscú llegó a Pskov y pronunció su vótchina, poniendo fin a la república de Pskov y sus derechos autónomos. El organismo gobernante de la ciudad, el veche de Pskov, fue disuelto y unas trescientas familias de pskovitas ricos fueron deportados de la ciudad. Sus terrenos fueron distribuidos entre la clase de servicio moscovita. Desde entonces, la ciudad y las tierras de alrededor continuaron desarrollándose como parte del estado centralizado ruso, conservando algunas de sus tradiciones económicas y culturales.
La caída de Pskov es relatada en la moscovita Relato de la toma de Pskov (1510), que fue alabada por Dmitri Mirski como "una de las más bonitas historias cortas de la Vieja Rusia. La historia de la perseverancia paciente de los moscovitas es relatada con una simplicidad y un arte admirable. Una atmósfera de penumbra penetra toda la narración: todo es inútil, hagan lo que hagan los pskovitas, el gato moscovita se tomará su tiempo y se comerá el ratón cuando y como le plazca".

## Lista de príncipes
- 1014 - 1036 Sudislav Vladímirovich

### Monomákovichi / Mstislávichi
- 1037 - 1038 Vsévolod de Pskov
- 1038 - 1048 Svyatopolk Mstislávich

### Rostislávichi de Smolensk
- 1178 - 1242 Ocupación por Smolensk
  - 1178 - 1195 Mstislav de Pskov / Mstislav III de Kiev
  - 1195 - 1222 Vladímir de Pskov
    - 1213 - 1214 Visvaldis

  - 1214 - 1214 Vsévolod II de Pskov
  - 1232 - 1240 Yuri de Pskov (?)
  - 1240 - 1242 Yaroslav de Pskov

### Vsévolodovichi / Yaroslávichi
- 1253 - 1256 Yaroslav de Tver
- 1256 - 1266 Svyatoslav de Pskov

### Influencia de Lituania
- 1266 - 1299 Daumantas de Pskov
- 1299 - 1299 David de Hrodna
- 1307 - 1307 Fiódor Mijáilovich (Yaroslávichi)
- 1323 - 1323 David de Hrodna

### Yaroslávichi
- 1327 - 1337 Seloga, virrey del príncipe de Tver
- 1337 - 1339 Alejandro de Tver
- 1341 - 1341 Vsévolod de Jolm / Alejandro Vsévolodovich

### Otros
- 1342 - 1349 Andréi de Pólotsk (Gedimínida)
- 1349 - 1360 Eustafi Fiódorovich (Príncipe de Izborsk)
  - 1356 - 1358 Vasili Budivolna
- 1360 - 1369 Aleksandr de Pólotsk
- 1375 - 1377 Matvéi
- 1377 - 1399 Andréi de Pólotsk
  - 1386 - 1394 Iván Andréyevich

- desde 1399 bajo la soberanía del Gran Ducado de Moscú